# Ботамоти
Ботамоти (яп. 牡丹餅) ぼたもち и о-хаги (яп. おはぎ) — японские сладости, изготовленные из сладкого риса и пасты из бобов адзуки. Вид моти. Ботамоти и о-хаги принято есть во время праздника равноденствия, Хигана.

## Название
Название ботамоти происходит от сочетания «ботан» и «моти», а о-хаги — от священного кустарника «хаги». Также словом «ботамоти» называется блюдо, упомянутое в текстах периода Хэйан, в частности, в Удзи сюй моногатари (яп. 宇治拾遺物語).

## Приготовление
Для приготовления рис сперва замачивают примерно на 6 часов, а затем отваривают и обмазывают вокруг густой пастой адзуки. В некоторых вариантах сверху их обсыпают соевой мукой. Ботамоти готовят в основном осенью.
В похожих сладостях «охаги» используется адзуки немного другой консистенции, но в остальном они практически идентичны.